# Jörentobel

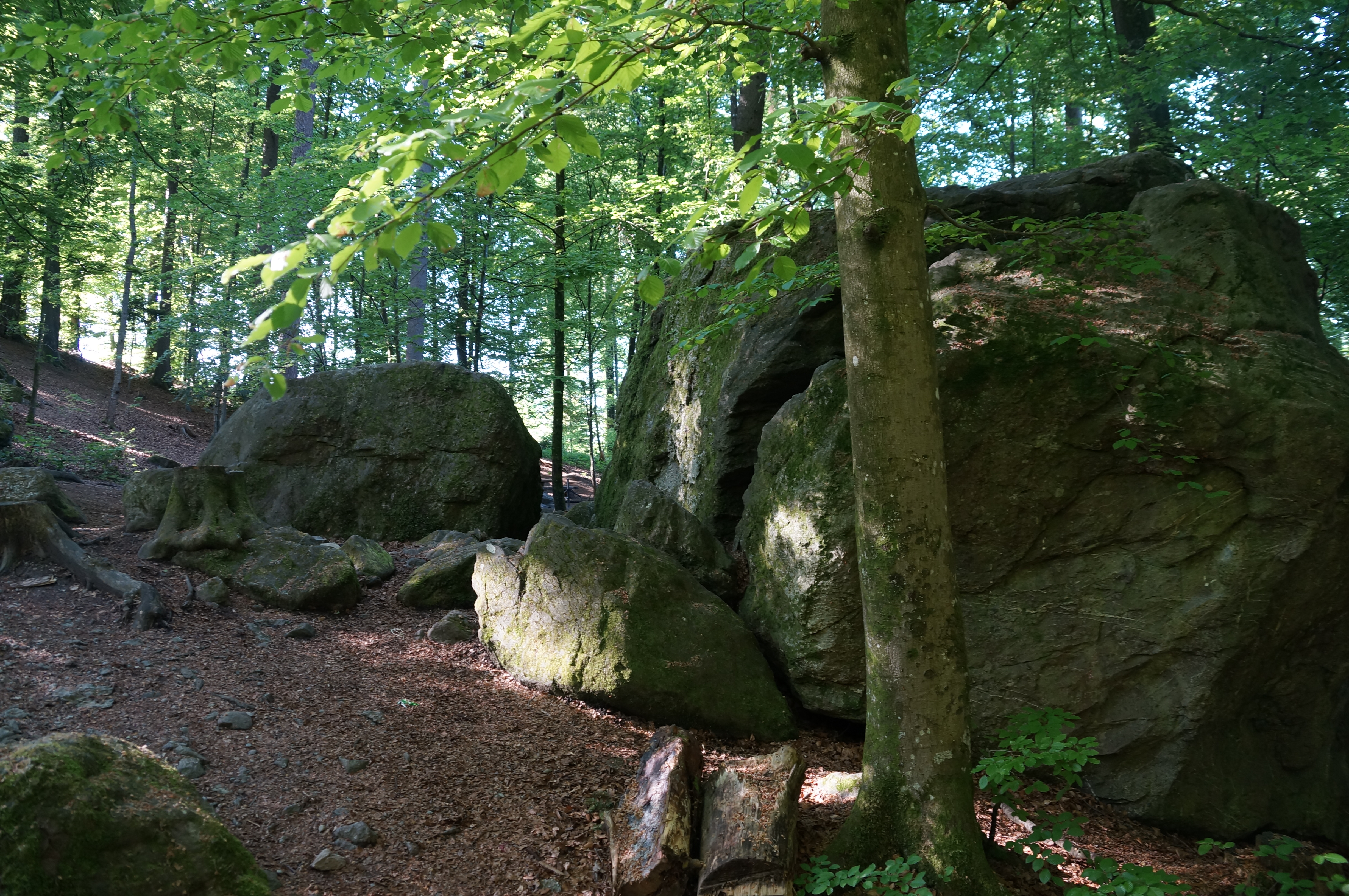
Grosse Blöcke (Blithstein) im Wald

Das Jörentobel ist ein Tobel oberhalb von Fällanden, Kanton Zürich, in der Schweiz, das zum Bundesinventar der Landschaften und Naturdenkmäler von nationaler Bedeutung zählt. Es handelt sich um eine grosse Gruppe von erratischen Blöcken in und um das Bachbett des Jörenbachs. Das Gebiet ist auch als Unteres Fällandertobel bekannt und zählt zu den Geotopen der Schweiz.
In der Moränenlandschaft beim Greifensee hat sich der von Binz kommende Jörenbach in den Untergrund aus Möranenmaterial und Molassefels eingeschnitten. Dabei hat der Bach einen aus hunderten von verschiedenen grossen Steinblöcken bestehenden erratischen Blockschwarm freigespült, ohne diese aber verfrachten zu können. Die Findlinge sind mehrheitlich aus Verrucanogestein und wurden vor ca. 20'000 Jahren vom Rhein-Linthgletscher aus dem Glarner Sernftal ins Mittelland transportiert.
Das Tobel mit seinem Buchenwald ist ein wenig berührter Lebensraum von Bedeutung für die Fauna am Pfannenstiel, namentlich die Gelbbauchunke.
Der höchste Punkt des 4,61 Hektar grossen Schutzgebiets liegt auf rund 530 m unterhalb von Benglen. Bei ca. 520 m liegen nördlich über dem Bach einige sehr grosse Blöcke, darunter der in zwei Hälften geteilte Blitzstein. Bei 500 m führt eine Brücke über den Bach, eine weitere rund 120 Meter weiter oben am Bach. Das Schutzgebiet zieht sich am Bach entlang hinunter bis in den historischen Dorfkern von Fällanden über die alte Mühle hinaus (ca. 460 m). Neben dem Tobel des Jörenbachs gehört auch noch der Grundhiltibach, der von Süden einmündet, Teile des Benglerwalds sowie der Müliweiher am nördlichen Tobelausgang zum geschützten Gebiet.

Blitzstein – Aufnahme von Leo Wehrli, 1909

Das Tobel wurde von Bundesrat Albert Meyer (1870–1953), Sohn eines Bauern und Fällander Gemeindepräsidenten, Anfang des 20. Jahrhunderts an die Gemeinde vermacht unter der Auflage, die Landschaft zu schützen. Entsprechend wurde es auch 1912 unter Schutz gestellt. Trotzdem wurde – wie früher bereits – immer wieder Verrucanoblöcke für Bauzwecke entfernt. 1909 bereits hatten Stadtzürcher entlang des Tobels einen Spazierweg mit Sitzbänken eingerichtet. 1951 stellte die Gemeinde den Blitzstein als Naturdenkmal unter Schutz. Die Aufnahme ins Bundesinventar erfolgte 1977.

Spazierweg bei der alten Mühle Fällanden auf einer Aufnahme von Leo Wehrli, 1936
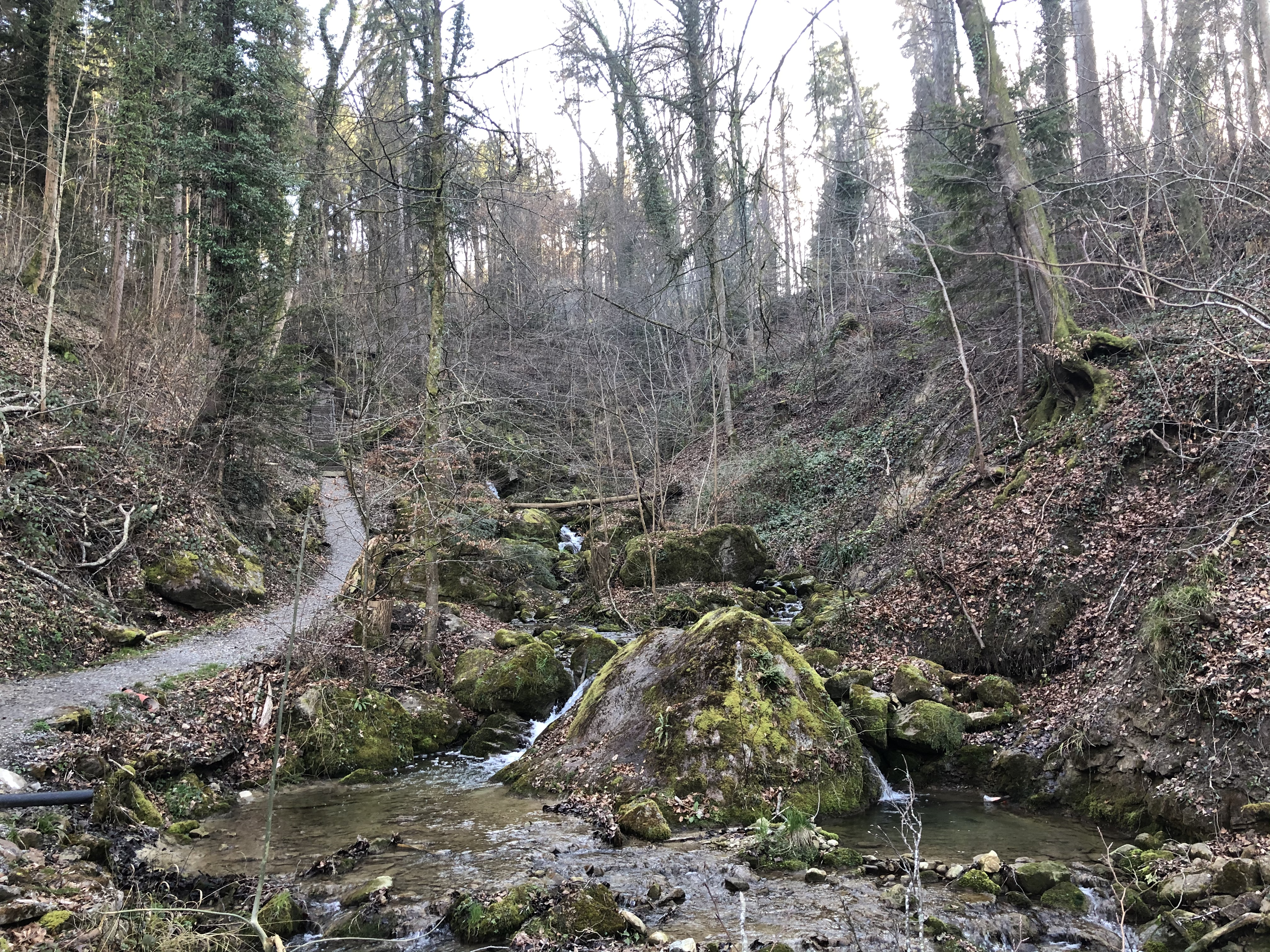
Kleinere erratische Blöcke unterhalb der Brücke
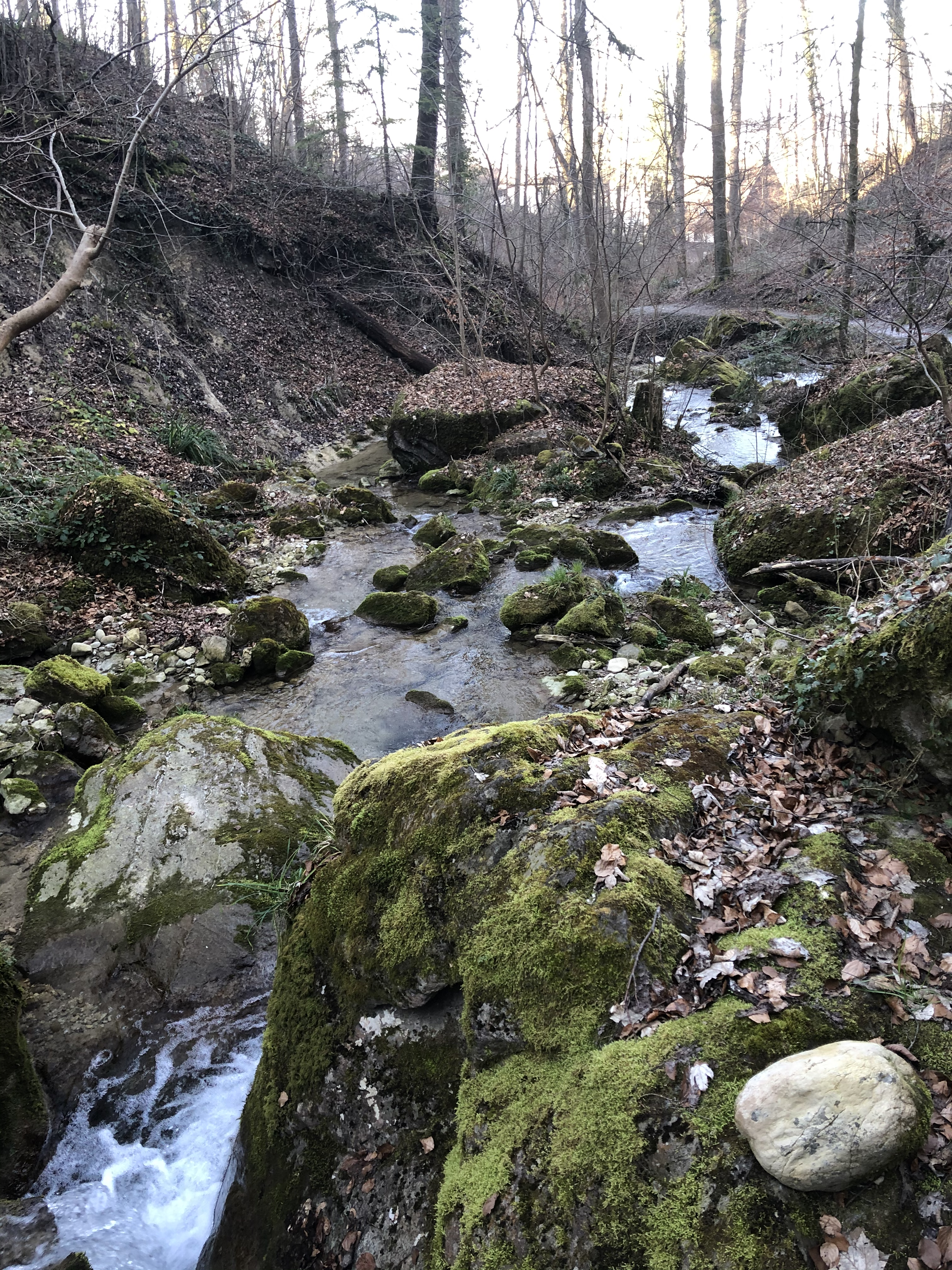
Erratische Blöcke im Bachbett des Jörenbachs